# Ciclocross de Llodio
El Ciclocross de Llodio (oficialmente Ziklokross Laudio) es una carrera ciclista de la modalidad de ciclocrós que se disputa en octubre en la ciudad de Llodio. 

## Palmarés

### Masculino
| Año  | Vencedor         | Segundo                  | Tercero          |
| ---- | ---------------- | ------------------------ | ---------------- |
| 2010 | Egoitz Murgoitio | Aitor Hernández          | Erlantz Uriarte  |
| 2013 | Aitor Hernández  | Aketza Peña              | Egoitz Murgoitio |
| 2014 | Aitor Hernández  | Felipe Orts              | Kevin Suárez     |
| 2015 | Aitor Hernández  | Javier Ruiz de Larrinaga | Felipe Orts      |
| 2016 | Ismael Esteban   | Kevin Suárez             | Aitor Hernández  |
| 2017 | Felipe Orts      | Tony Periou              | Aitor Hernández  |
| 2018 | Felipe Orts      | Vincent Baestaens        | Antoine Benoist  |
| 2019 | Felipe Orts      | Ismael Esteban           | Kevin Suárez     |
| 2020 | No se disputó    | No se disputó            | No se disputó    |
| 2021 | Lander Loockx    | David van der Poel       | Kevin Suárez     |
| 2022 | Kevin Suárez     | Anton Ferdinande         | Lander Loockx    |

### Femenino
| Año  | Vencedora      | Segunda                | Tercera           |
| ---- | -------------- | ---------------------- | ----------------- |
| 2013 | Rocío Gamonal  | Aida Nuño              | Lucía González    |
| 2014 | Aida Nuño      | Rocío Gamonal          | Lucía González    |
| 2015 | Aida Nuño      | Lucía González         | Alicia González   |
| 2016 | Aida Nuño      | Gaëlle Poirier-Carreau | Eider Merino      |
| 2017 | Aida Nuño      | Lucía González         | Anaïs Grimault    |
| 2018 | Aida Nuño      | Lucía González         | Manon Bakker      |
| 2019 | Lucía González | Aida Nuño              | Joyce Vanderbeken |
| 2020 | No se disputó  | No se disputó          | No se disputó     |
| 2021 | Anaïs Morichon | Aida Nuño              | Alessia Bulleri   |
| 2022 | Lucía González | Manon Bakker           | Sara Cueto        |